# Orphaned Land
Orphaned Land je izraelská heavy metalová kapela, která vznikla v roce 1991 pod názvem Resurrection, název Orphaned Land má od roku 1992. Kombinují blízkovýchodní, židovské a arabské vlivy a jejich hudební styl se pohybuje mezi oriental metalem, progressive metalem, folk metalem, death metalem a doom metalem.

## Členové kapely

### Současní členové
- Kobi Farhi – zpěv
- Chen Balbus – kytara, sborový zpěv
- Idan Amsalem – kytara, akustická kytara, Buzuki
- Uri Zelcha – baskytara, bezpražcová baskytara
- Matan Šmuely – bicí

### Bývalí členové
- Eden Rabin – klávesy, vokály
- Jaciv Caspi – perkuse
- Icik Levy – klávesy
- Jossi Sa'aron Sassi – kytara, Úd, Saz, Buzuki, chumbush, sborvý zpěv, klavír
- Matti Svaticki – kytara, akustická kytara
- Eran Asias – bicí
- Sami Bachar – bicí

### Hostující hudebníci
- Sahara album:
  - Icik Levi – klávesy, sampler, klavír
  - Hadas Sasi – ženský vokál
  - Amira Salah – ženský “arabský” vokál
  - Albert Dadon – Darbuka, darbooka
  - Abraham Salman – Kannun
- Mabool album:
  - Šlomit Levi – jemenský ženský vokál
  - Moran Chorus – ženský sbor
  - Avi Agababa – perkuse
- The Never Ending Way of ORwarriOR
  - Šlomit Levi – jemenský ženský vokál
  - Steven Wilson – producent

## Diskografie

### Dema
- The Beloved's Cry (1993)

### EP
- The Calm Before the Flood (2004)
- Promo Split (MCD) (2005)
- Ararat (2005)

### Studiová alba
- Sahara (1994)
- El Norra Alila (1996)
- Mabool (2004)
- The Never Ending Way of ORwarriOR (2010)
- All Is One (2013)
- Unsung Prophets & Dead Messiahs (2018)

## Videa
- „Ocean Land“ (2004) – Mabool
- „Norra El Norra“ (2004) – Mabool
- „Sapari“ (2010) – The Never Ending Way of ORwarriOR
- „Brother“ (2013) – All Is One
- „All Is One“ (2013) – All Is One
- „Let the Truce Be Known“ (2014) – All Is One
- „Like Orpheus“ (2017) – Unsung Prophets & Dead Messiahs